# Mosti járás

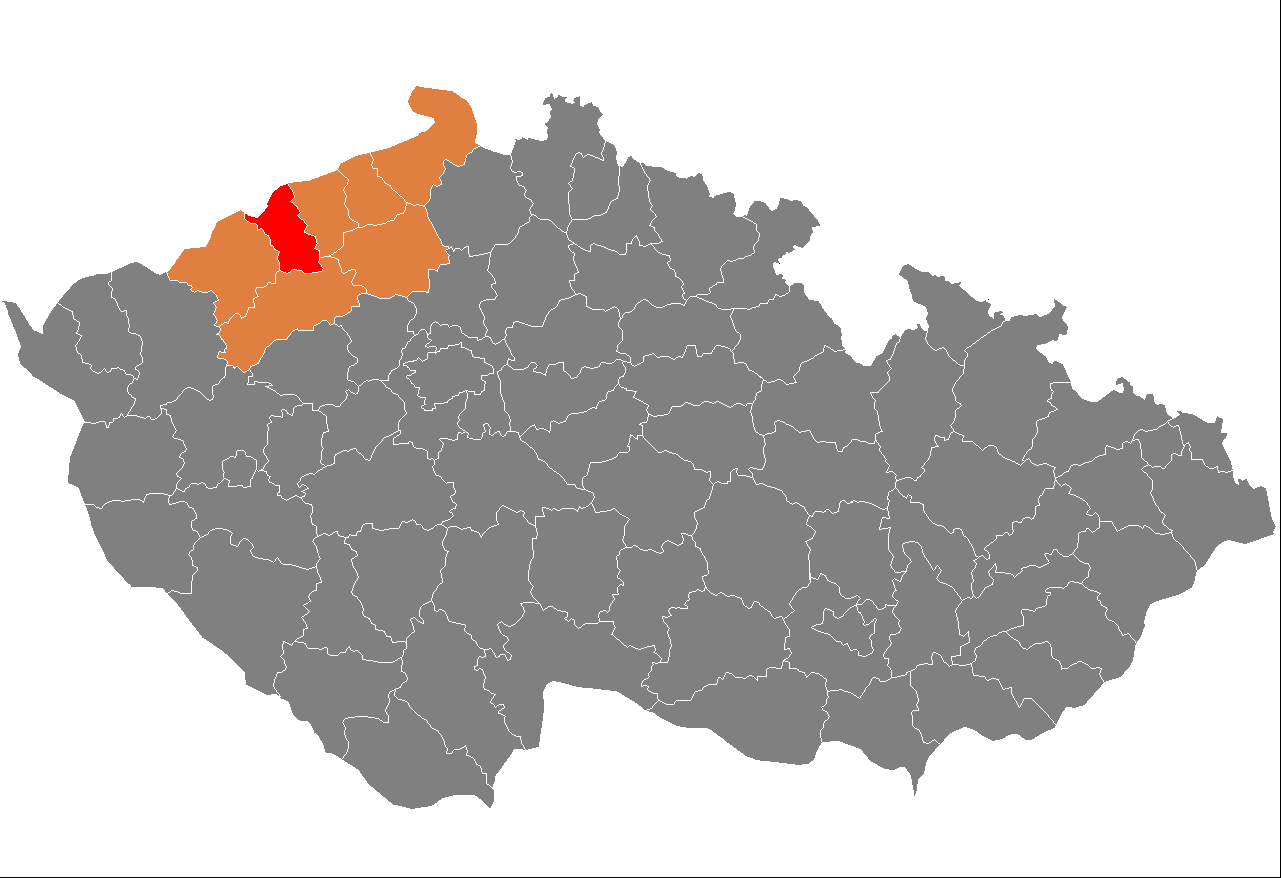
A Mosti járás

A Mosti járás (csehül: Okres Most) közigazgatási egység Csehország Ústí nad Labem-i kerületében. Székhelye Most. Lakosainak száma 119 305 fő (2009). Területe 467,16 km².

## Városai és községei
A városok félkövér, a községek álló betűkkel szerepelnek a felsorolásban.

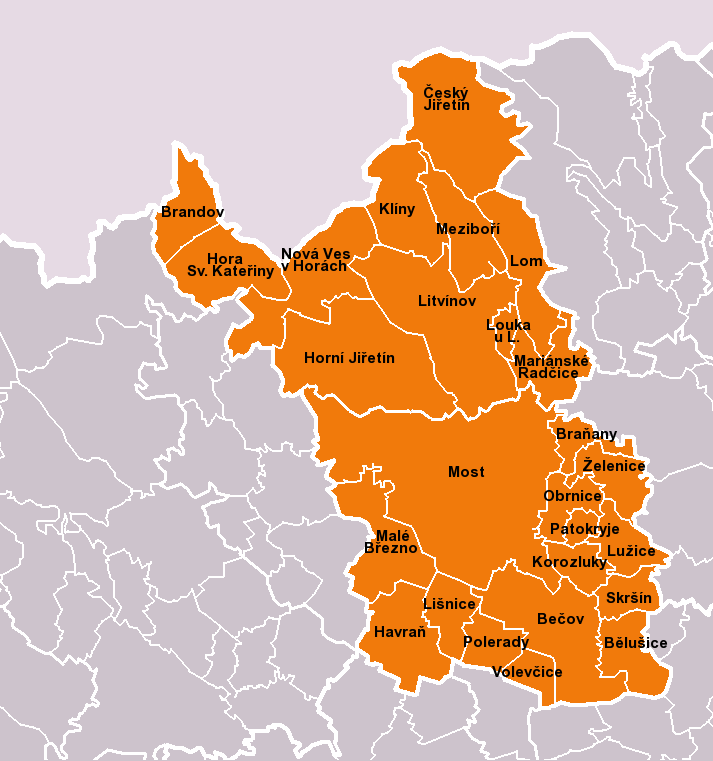
A Mosti járás települései

Bečov •
Bělušice •
Braňany •
Brandov •
Český Jiřetín •
Havraň •
Hora Svaté Kateřiny •
Horní Jiřetín •
Klíny •
Korozluky •
Lišnice •
Litvínov •
Lom •
Louka u Litvínova •
Lužice •
Malé Březno •
Mariánské Radčice •
Meziboří •
Most •
Nová Ves v Horách •
Obrnice •
Patokryje •
Polerady •
Skršín •
Volevčice •
Želenice

## Fordítás
- Ez a szócikk részben vagy egészben  a   Most District című angol Wikipédia-szócikk ezen változatának fordításán alapul.  Az eredeti cikk szerkesztőit annak laptörténete sorolja fel. Ez a jelzés csupán a megfogalmazás eredetét és a szerzői jogokat jelzi, nem szolgál a cikkben szereplő információk forrásmegjelöléseként.
- Ez a szócikk részben vagy egészben  az   Okres Most című cseh Wikipédia-szócikk ezen változatának fordításán alapul.  Az eredeti cikk szerkesztőit annak laptörténete sorolja fel. Ez a jelzés csupán a megfogalmazás eredetét és a szerzői jogokat jelzi, nem szolgál a cikkben szereplő információk forrásmegjelöléseként.